# Coptes d'Égypte
Les Coptes d'Égypte sont les personnes coptes nées ou résidant en Égypte.
En 2019, « les Coptes sont généralement considérés comme représentant environ 10 % de la population égyptienne »,  avec une population estimée à 9,5 millions (chiffre cité dans le Wall Street Journal, 2017)  ou 10 millions (chiffre cité dans l'Associated Press, 2019).  Des chiffres plus petits ou plus grands ont également été cités, de l'ordre de « quelque part entre 6 % et 18 % de la population », le gouvernement égyptien estimant des nombres inférieurs et l'Église copte orthodoxe, estimant des nombres beaucoup plus élevés.  L'absence de données démographiques précises et fiables rend toutes les estimations incertaines.  

## Socio-économique

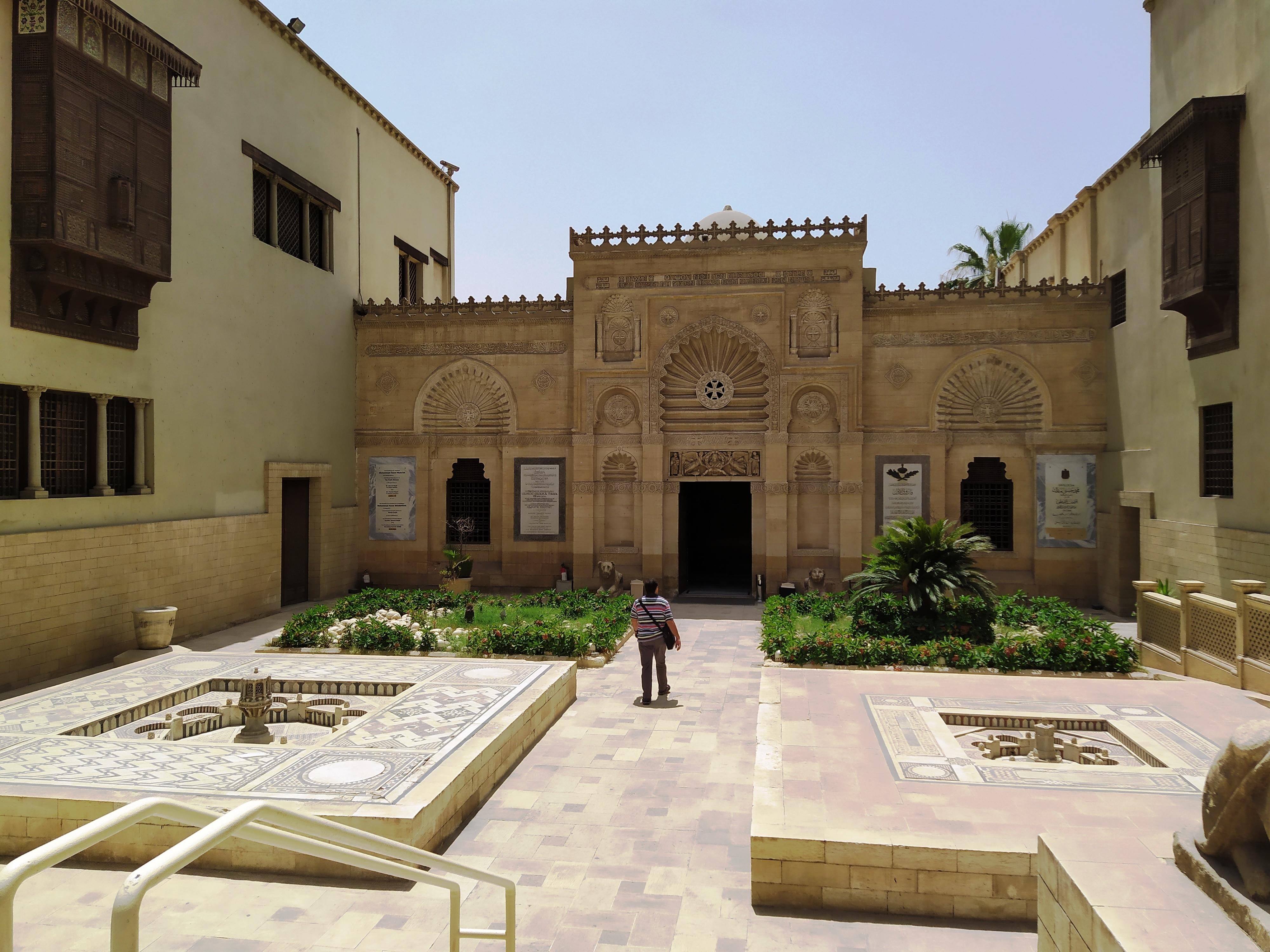
Musée copte du Caire.

En Égypte, les Coptes ont un niveau d'instruction relativement plus élevé, un indice de richesse relativement plus élevé et une plus forte représentation dans les types d'emplois de cols blancs, mais une représentation limitée dans les agences de sécurité. La majorité des indicateurs démographiques, socioéconomiques et sanitaires sont similaires chez les Coptes et les Musulmans. Historiquement; de nombreux Coptes étaient comptables et, en 1961, les chrétiens coptes possédaient 51% des banques égyptiennes. Une étude du Pew Center sur la religion et l'éducation dans le monde en 2016 a révélé qu'environ 36 % des chrétiens égyptiens obtiennent un diplôme universitaire dans des établissements d' enseignement supérieur. 
Selon l'érudit Andrea Rugh, les Coptes ont tendance à appartenir à la classe moyenne et moyenne supérieure éduquée, et selon l'érudit Lois Farag, « les coptes jouaient toujours le rôle majeur dans la gestion des finances de l'État égyptien. Ils détenaient 20% du capital total de l'État, 45% des emplois du gouvernement et 45% des salaires du gouvernement ».  Selon le savant JD Pennington 45% des médecins, 60% des pharmaciens d'Égypte étaient chrétiens. 
Un certain nombre d'entreprises coptes et de familles de propriétaires fonciers sont devenues très riches et influentes, comme la famille Sawiris  qui possède le conglomérat Orascom, couvrant les télécommunications, la construction, le tourisme, les industries et la technologie,, En 2008, Forbes a estimé la valeur nette de la famille à 36 milliards de dollars,,,. Selon les chercheurs Maristella Botticini et Zvi Eckstein soutiennent que les coptes ont un niveau d'instruction relativement plus élevé et un indice de richesse relativement plus élevé, en raison de l'accent mis par le christianisme copte sur l'alphabétisation et que le christianisme copte a encouragé l'accumulation de capital humain.

## Histoire
L'historien de l'Église primitive, Eusèbe de Césarée, déclare dans sa Chronique que Marc est arrivé en Égypte la troisième année de l'empereur Claude (43 apr. J.-C.), marquant le début du christianisme en Égypte.  En 641 de notre ère, les forces arabes prennent le contrôle de l'Égypte, marquant le début de la période arabo-musulmane en Égypte. 

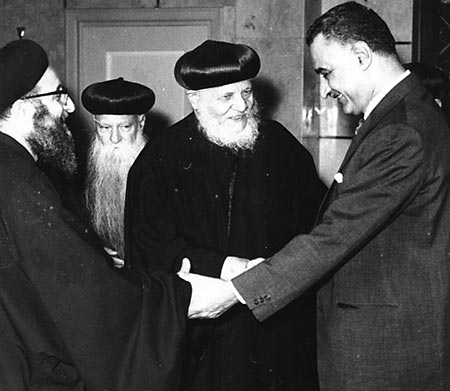
Le président Nasser accueille une délégation d'évêques coptes (1965)

Sous la domination musulmane, les Coptes ont été coupés du courant dominant du christianisme et ont été contraints d'adhérer au pacte d'Umar, ainsi attribué au statut de Dhimmi. Leur position s'est considérablement améliorée sous le règne de Muhammad Ali au début du XIXe siècle. Il a aboli la Jizya (une taxe sur les non-musulmans) et a permis aux Coptes de s'enrôler dans l'armée. Le patriarche copte d'Alexandrie Cyrille IV d'Alexandrie, de 1854 à 1861, réforma l'Église et encouragea une plus large participation copte aux affaires égyptiennes. Le khédive Isma'il Pacha, au pouvoir de 1863 à 1879, a encore promu les Coptes. Il les a nommés juges dans les tribunaux égyptiens et leur a accordé les droits politiques et la représentation au gouvernement. Ils ont prospéré dans les affaires. 
Certains Coptes ont participé au mouvement national égyptien pour l'indépendance et ont occupé de nombreux postes influents. Deux réalisations culturelles importantes incluent la fondation du Musée copte en 1910 et de l'Institut supérieur d'études coptes en 1954. Certains penseurs coptes éminents de cette période sont Salama Moussa, Louis Awad et le secrétaire général du parti Wafd Makram Ebeid.
En 1952, Gamal Abdel Nasser a dirigé des officiers de l'armée lors d'un coup d'État contre le roi Farouk, qui a renversé le royaume d'Égypte et établi une république. La politique dominante de Nasser était le nationalisme et le socialisme panarabes. Les Coptes ont été durement touchés par les politiques de nationalisation de Nasser, bien qu'ils représentaient environ 10 à 20% de la population. En outre, les politiques panarabes de Nasser ont sapé le fort attachement et le sentiment d'identité des Coptes à leur identité égyptienne pré-arabe, et certainement non arabe, ce qui a entraîné le retard des permis de construction d'églises et la fermeture des tribunaux religieux chrétiens. 

### Pharaonisme
De nombreux intellectuels coptes tiennent au « pharaonisme », qui stipule que la culture copte est largement dérivée de la culture préchrétienne pharaonique et n'est pas redevable à la Grèce. Cela permet aux Coptes de revendiquer un héritage profond de l'histoire et de la culture égyptiennes. Le pharaonisme était largement détenu par les érudits coptes et musulmans au début du XXe siècle, et il a contribué à combler le fossé entre ces groupes. Cependant, certains érudits occidentaux soutiennent que le pharaonisme était un développement tardif façonné principalement par l'orientalisme et doutent de sa validité.